# Fauna und Flora in Rheinland-Pfalz
Fauna und Flora in Rheinland-Pfalz ist eine Fachzeitschrift mit den Schwerpunktthemen Biologie und Naturschutz im Bereich von Rheinland-Pfalz und der Nachbarregionen. Sie wird seit 1978 halbjährlich herausgegeben von der Gesellschaft für Naturschutz und Ornithologie Rheinland-Pfalz e.V. (GNOR). Erscheinungsort der Zeitschrift ist Landau in der Pfalz, Schriftleiter ist der  Entomologe und Hochschullehrer Manfred Niehuis.
In Literaturangaben wird die Zeitschrift, die in zahlreichen Bibliotheken zu finden ist, häufig als Fauna Flora Rheinland-Pfalz zitiert.

## Beihefte und Ornithologische Jahresberichte
Neben der Zeitschrift erscheinen Beihefte der Zeitschrift mit thematischen Schwerpunkten und für jedes Jahr ein ornithologischer Jahresbericht über die Vogelwelt in Rheinland-Pfalz.

## Monographien
Gelegentlich werden auch Monographien zur Tierwelt in Rheinland-Pfalz veröffentlicht, etwa zu Tagfaltern, Amphibien und Reptilien oder Prachtkäfern.